# Enrico Bernard
Enrico Bernard (Roma, 11 novembre 1955) è un drammaturgo, regista e italianista italiano, figlio dello scrittore Carlo Bernari.

## Biografia
Enrico Bernard nasce a Roma l'11 novembre 1955. Terzogenito dello scrittore Carlo Bernari (autore di Tre operai, Il giorno degli assassinii, Speranzella) frequenta fin da giovanissimo personalità del mondo dell'arte quali Pietro Germi, Cesare Zavattini, Alfonso Gatto, Giuliano Montaldo, Vasco Pratolini, Ermanno Rea, Domenico Rea, i pittori Domenico Purificato, Alberto Sughi, Ernesto Treccani, Emilio Greco.
Si laurea in filosofia all'Università la Sapienza di Roma nel 1980 con una testi sul terrorismo in Germania. Si dedica ad una intensa attività giornalistica ma al tempo stesso è autore di diverse opere teatrali e sceneggiature che vengono realizzate in Italia e all'estero. Consegue il dottorato di ricerca in Letteratura italiana all'Università di Zurigo e nel 2006 inizia l'attività accademica, tenendo corsi presso università negli Stati Uniti e in Canada. Ha scritto numerosi saggi di italianistica, germanistica e arti dello spettacolo.
Un suo contributo importante alla teoria del teatro è stato il Manifesto del Teatro Snaturalista illustrato e pubblicato da Dario Fo.

## Opere teatrali
- Mille e non più mille
- La marionetta tragica
- Prigioniero della sua proprietá
- Da cosa nasce cosa
- Autori? Si nasce!
- Magnetic Theater Play
- Display
- La commedia dell'Usignuolo
- Il XXI dito
- Un mostro di nome Lila
- Cenerentola assassina
- La Voragine
- Mary Shelley e Frankenstein  (monologo)
- Holy Money
- Il ripulisti
- Pretty "who?" man
- Assolo contro la 'ndrangheta
- Rosa e la Calabria Saudita (monologo)
- Big bang (monologo)

## Filmografia

### Regista
- Un mostro di nome Lila (1998)
- I sogni proibiti di Lila (1999)
- Benedetta trasgressione!, episodio del film Corti circuiti erotici (1999)
- Il giuoco dei sensi (2001)
- Cenerentola assassina (2004)
- La natura di Lila (2006)
- Oniris - I sogni erotici di Silvia (2007)
- Sophie del Cabaret Dada (2017)

### Produttore
- Sophie del Cabaret Dada, regia di Enrico Bernard (2017)

## Poesie
- Buchi nella sabbia - poesie

### Opere su Bernard
- Christine Sansalone, Note su la voragine e il teatro s-naturalista di enrico bernard, Roma, 2003
- Giangiacomo Colli, The World Topsy‐Turvy in the Theatre of Enrico Bernard